# Johan Coenraad van Hasselt
Johan Coenraad van Hasselt (Doesburg, 24 giugno 1797 – Bogor, 8 settembre 1823) è stato un botanico, zoologo, micologo e medico olandese.

## Biografia
Coenraad van Hasselt studiò medicina presso l'Università di Groningen. Nel 1820 partì per una spedizione verso l'Isola di Giava, con il suo amico Heinrich Kuhl, per studiare la fauna e la flora dell'isola. 
Navigarono da Texel l'11 luglio, per poi raccogliere esemplari a Madeira, Capo di Buona Speranza e presso l'Isola del Cocos, quindi giunse a Batavia nel dicembre 1820.  Il suo amico Kuhl morì dopo otto mesi; a causa della sua mancanza, egli continuò l'attività per due anni, prima di morire (come Kuhl) di malattia e di esaurimento.
Inviarono al Museo di Leiden 200 scheletri, 200 pelli di mammiferi provenienti da 65 specie, 2.000 pelli di uccelli, 1.400 pesci, 300 rettili e anfibi, e molti insetti e crostacei.

## Opere
- Heinrich Kuhl and Johan Coenraad van Hasselt. 1820. Beiträge zur Zoologie und Vergleichende anatomie. Ed. Hermann. 212 pp.
- 1820  Dissertatio medico-anatomical observation of metamorphosi inauguralis exhibens quarumdam partium Ranae temporariae ...  Ed apud I. Oomkens. 51 pp.
- Tyson R Roberts. 1993. The freshwater fishes of Java, as observed by Kuhl and van Hasselt in 1820-23. Leiden : Nationaal Natuurhistorisch Museum. 94 pp.[1]

## Commemorazioni
- Hasseltia (H.B.K. 1825); famiglia degli Salicaceae.
- Hasseltiopsis (Sleumer 1938); famiglia degli Salicaceae.
- Kuhlhasseltia, nominato da Heinrich Kuhl (J.J.Sm. 1910); famiglia delle Orchidaceae.[2]